# Aphis onagraphaga
Aphis onagraphaga är en insektsart som beskrevs av Pashtshenko 1993. Aphis onagraphaga ingår i släktet Aphis och familjen långrörsbladlöss. Inga underarter finns listade i Catalogue of Life.